# Lamoille (Nevada)

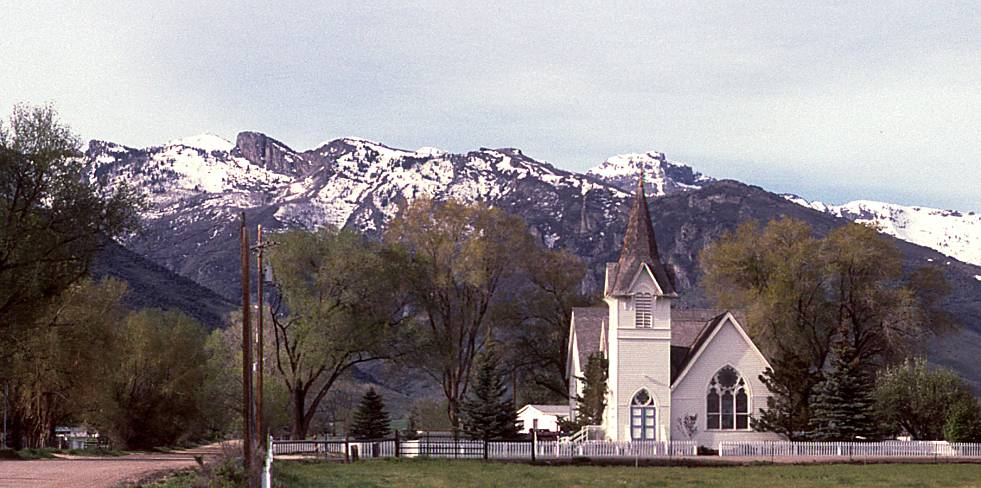
"Pequena igreja em Lamoille, Nevada

Lamoille é uma área não incorporada rural no condado de Elko, na região nordeste do estado do Nevada no oeste dos Estados Unidos. Fica localizada a 27 quilómetros a leste de Elko, a capital do condado. Fica próximo das   Ruby Mountains a uma elevação de 1.795 m de altitude. Pertence à Micropolitan Statistical Area.

## História
Os inícios da comunidade e arredores encontram-se resumidos numa placa da autoestrada próxima.:

LAMOILLE VALLEY - Because heavy use denuded the grass from the main Fort Hall route of the California Emigrant Trail along the Humboldt River, many emigrants left the river near Starr Valley. They skirted the East Humboldt Range and the Ruby Mountains along a Shoshone Indian path, rested their livestock in Lamoille Valley, and returned to the Humboldt River.

(em português)"Devido ao uso intensivo da erva da principal rota da "Califórnia Enigrant Trail" ao longo do Rio Humboldt, muitos emigrantes deixaram o rio próximo do Vale Starr. contornando o East Humboldt Range e as Montanhas Ruby ao longo do caminho índio,deixando o seu gado em Lamoille Valley, e regressando ao rio Humboldt"

John Walker and Thomas Waterman first settled the area in 1865. Waterman named the valley after his native Vermont. In 1868, Walker erected the Cottonwood Hotel, store and blacksmith shop in the valley, and the settlement became known as "The Crossroads." Here wagons were repaired and food and supplies could be obtained. The original buildings and the more recent 20-bedroom Lamoille hotel, creamery, flour mill and dance hall are gone.

(em português)"John Walker e Thomas Waterman começaram a colonizar a área em 1865. Waterman batizou o vale com o nome da sua terra natal, o condado de Lamoille, no estado de Vermont.Em 1868, Walker erigiu o Hotel Cottonwood, loja e uma ferraria no vale e o povoado ficou conhecido como "The Crossroads". Aqui os vagões eram reparados e comida e suprimentos podiam ser obtidos. As construções originais e as mais recentes vinte camas do Hotel de Lamoille, leitaria/leiteria, fábrica de farinha e salão de dança desapareceram"